# Lucian Vasilache
Lucian Vasilache, romunski rokometaš, * 4. december 1954, Podu Turcului.
Leta 1980 je na poletnih olimpijskih igrah v Moskvi v sestavi romunske rokometne reprezentance osvojil bronasto olimpijsko medaljo.